# Парк чернобыльцев (Армавир)
Парк черно́быльцев (неофициальное название — Парк памяти чернобыльцев) — тематический памятный парк в городе Армавире (Краснодарский край) в России. Был открыт 21 апреля 2006 года для увековечивания памяти ликвидаторов аварии на Чернобыльской АЭС.

## Памятники в парке

### «Памятник дереву» (1996—2013)
Инсталляция, состоящая из дерева, с которого капает кровь. Из крови образовываются символы радиационного излучения — альфа, бета и гамма. Символизирует скорбь и мутацию многого живого от радиации на территории «зоны отчуждения». Памятник был снесён в 2013 году и на его месте был построен и впоследствии открыт новый.

### Памятник чернобыльцам (2014—настоящее время)
Глобус, внутри которого заключён атом (символизирует угрозу аварии на ЧАЭС для всего мира). Пять мужчин стоят, загородив глобус собой (число мужчин символизирует пять континентов, добровольцы из которых, сплотившись, «преграждали путь радиации». Памятник был открыт в 2014 году на месте старого.